# Kwadwo Egyir
Vous lisez un « bon article » labellisé en 2023.
Kwadwo Egyir, rebaptisé plus tard Brempong Kojo (ce qui signifie distingué Kojo) puis européanisé en Caboceer Cudjo (qui signifie chef Cudjo), nait vers 1700 à Ekumfi dans une chefferie fanti de la côte de l'Or, le village étant situé dans l'actuel district d'Ekumfi (actuel Ghana), et meurt le 24 mars 1779 à Cape Coast. Il est un marchand d'esclaves au service de la Côte-de-l'Or britannique de Cape Coast.
Il est l'un des plus importants personnages africains de la côte de l'Or au XVIIIe siècle en raison de son influence commerciale, politique et diplomatique. Il crée et structure l'État Oguaa de Cape Coast, contribue à l'expansion de la colonie britannique au travers de missions diplomatiques et militaires. Son influence politique est telle qu'il est l'un des principaux acteurs du conseil des chefs fanti et des échanges diplomatiques avec le royaume ashanti.
Il lègue à la postérité les fondations de la future confédération Fanti et contribue au développement de Cape Coast, capitale coloniale britannique, qui devient en cinquante ans la seconde ville côtière après Elmina. Il y crée le plus important ordre asafo qui permet aux notables africains d'asseoir leur pouvoir.

## Contexte

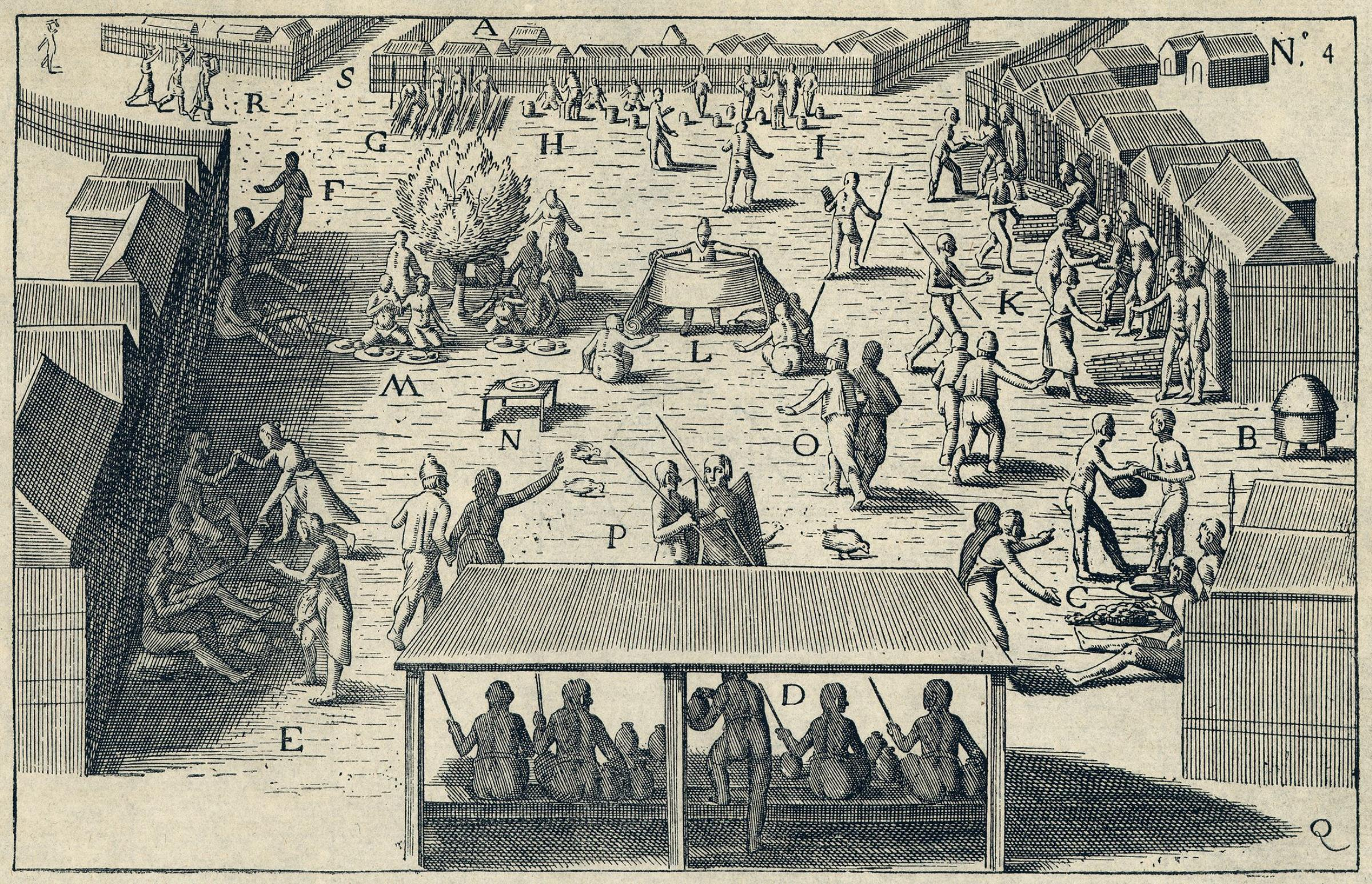
Illustration du marché aux esclaves de Cape Coast (nommé Cape Korso) en 1602 par Cornelis Claesz van Wieringen.

Au XVIIIe siècle, la ville de Cape Coast est l’une des plus importantes du royaume de Fetu (ou Efutu). Cependant, ce royaume est démantelé après une défaite en 1720 contre la première confédération Fanti, ce qui permet l’émergence de plusieurs petits États, comme celui d'Oguaa qui désigne un roi de Cape Coast. Ce glissement d'autorité n'est pas récent puisqu'il s'engage déjà à la fin du XVIIe siècle, en 1694, lors d'une première sécession durant laquelle se forme une coalition pro-britannique soutenant plusieurs petits États efutu.
La perte de pouvoir efutu et la dissolution de l'État au début du XVIIIe siècle provoquent un vide qui permet aux personnalités enrichies par le commerce triangulaire d'augmenter leur influence et leur pouvoir. L'histoire de Kwadwo est similaire à celle de plusieurs marchands africains contemporains qui établissent de nouveaux États.
De nombreux caboceers profitent de ce contexte pour développer leur influence économique et politique, tels que John Cabess à Komenda, John Canoe au cap des Trois-Pointes et John Currantee à Anomabu. Un vide politique existe également à Cape Coast. Les Britanniques cherchent alors à renforcer leur influence dans les rouages politiques inter-étatiques africains en s'associant à ces caboceers et en soutenant leur installation en tant que dirigeants locaux.

## Biographie

### Jeunesse et légende orale

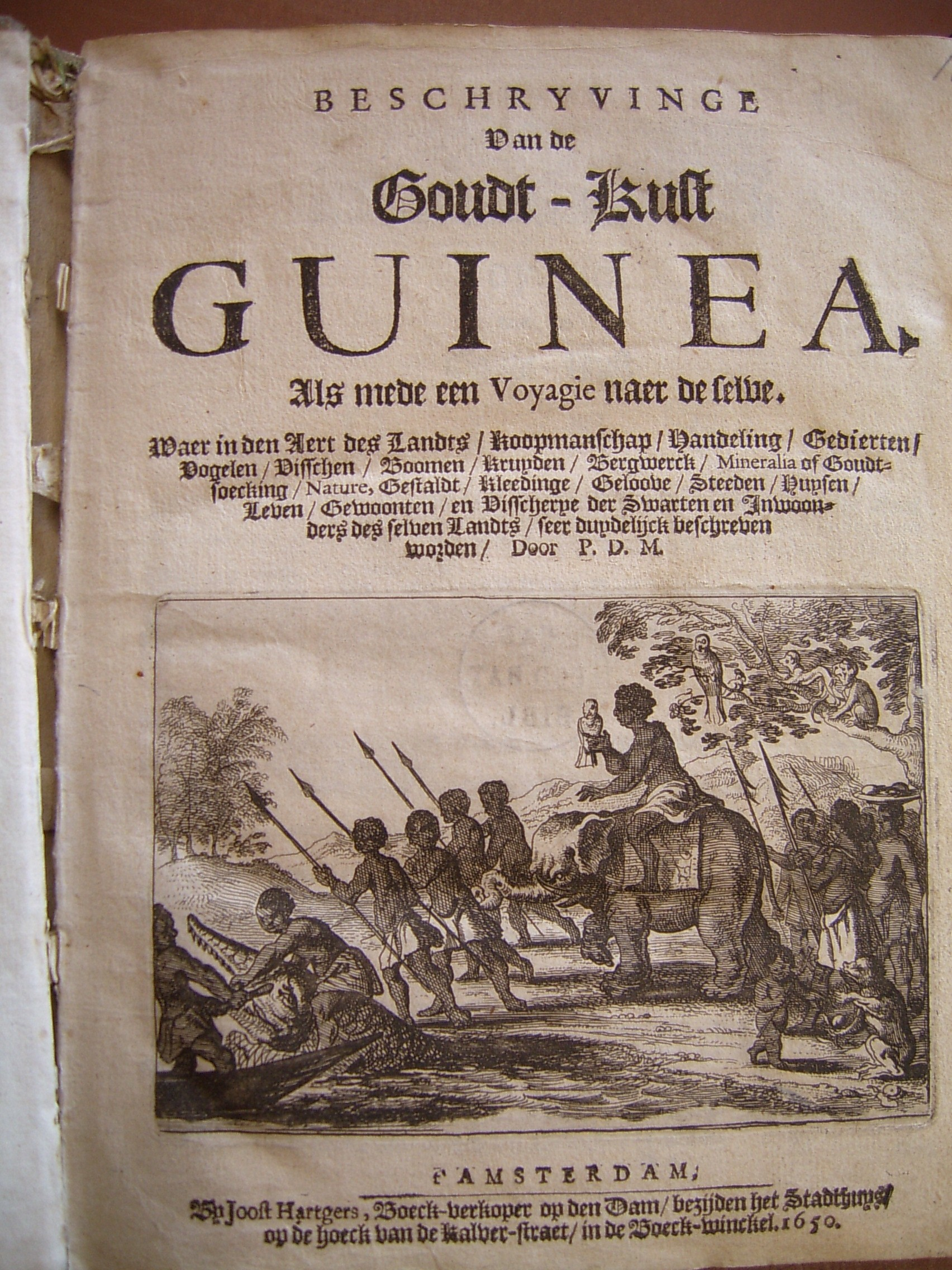
Œuvre de Pieter de Marees décrivant la Côte de l'Or.

Kojo (en twi : Kwadwo) est le prénom donné par les Fanti aux garçons nés un lundi. La naissance et la jeunesse de Kwadwo sont méconnues. Les historiens supposent qu'il est né dans les dernières années du XVIIe siècle ou les premières du XVIIIe siècle. Les généalogistes supposent qu'il est né en 1701 puisqu'il meurt à 78 ans, en 1779. Cependant, il n'est apparemment pas originaire d'Oguaa (Cape Coast) mais natif d'Ekumfi, en Adanse (actuel district d'Ekumfi), et de culture fanti.
Ces informations sont confirmées par la tradition orale qui ajoute qu'il est le fils d'une femme nommée Akuwa mariée à un homme d'Ekumfi-Adanse nommé Kwadwo Mensa. Sa mère aurait demandé l'assistance financière de l'Oguaahene Egyir Panyin (chef Oguaa de Cape Coast) afin de divorcer de son mari. En contrepartie, Egyir Panyin exige d'avoir à son service son fils, Kwadwo, qui prend alors le nom d'Egyir Kwadwo,. Sa mère se remarie avec le roi d'Efutu, ce qui fait de Kwadwo son beau-fils. Cependant, les conséquences des conflits internes sur le royaume Fetu coupent tout lien avec Cape Coast. Kwadwo parle et écrit couramment l'anglais, gère les affaires coloniales et maîtrise différentes langues locales.
Kwadwo porte plusieurs noms, surnoms et titres honorifiques. Avant d'être surnommé Caboceer Cudjo, il est nommé Brempong Kojo. Brempong est un titre honorifique de Cape Coast relevé à la fin du XVIe siècle par Pieter de Marees et confirmé en 1660 par W.J. Müller, un marchand brandebourgeois. Ce titre désigne selon Pieter de Marees un gentilhomme ou un grand seigneur, tandis que Müller le traduit par « homme distingué riche ». Cette information, associée à la tradition orale et au témoignage de Thomas Thompson, premier missionnaire anglican en côte de l'Or, fournissent un éclairage sur ses activités avant de rejoindre les officiels britanniques. D'après F. Crowther, historien du XXe siècle, Kwadwo n'est effectivement pas chef d'Oguaa jusque 1751, siège occupé par son frère, mais occupe le siège de chef dynastique conformément à la pratique successorale efutu. Les deux fonctions sont fusionnées au milieu du XIXe siècle pour mettre fin aux conflits de succession.

### Caboceerdes Britanniques

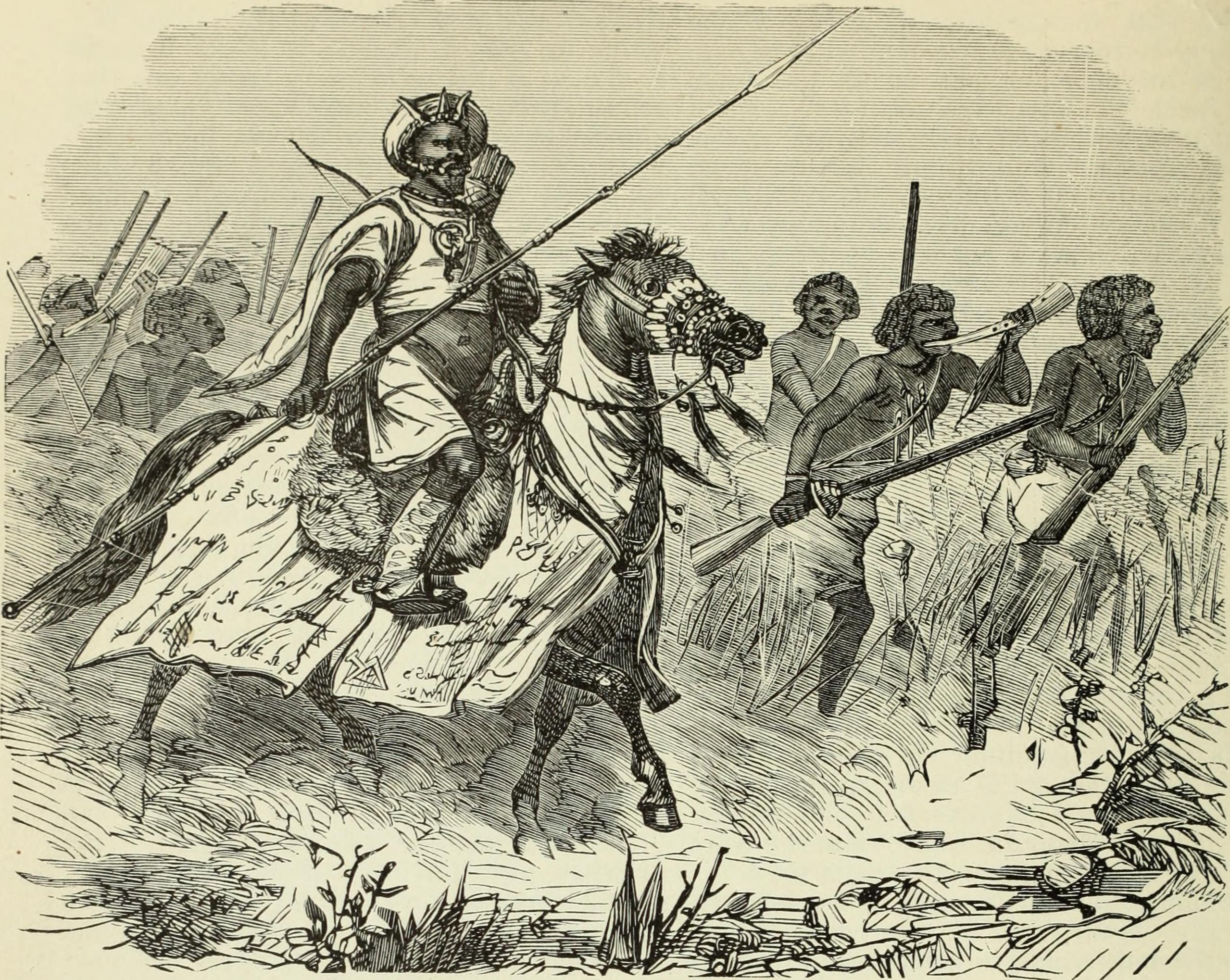
Un caboceer menant ses soldats, illustration de 1877.

Dans les années 1730 ou 1740, il s'affirme en caboceer influent qui agit comme courtier en esclaves pour le compte de la Royal African Company (RAC). Il apparait dès 1728 dans les livres de comptes du fort de Cape Coast, où il est d'abord rémunéré en qualité de messager extraordinaire et traducteur.
Il reçoit un salaire bimensuel de 7 £ lors de ses premières années de fonction et peut récolter une taxe sur les ventes qu'il conclut pour le compte de la Compagnie. Il devient, pour les Britanniques, le dirigeant de facto de Cape Coast, bien que le siège de chef soit occupé par son frère. Le pouvoir reconnu par les Européens provient en réalité de la richesse qu'il accumule.

#### Marchand d'esclaves

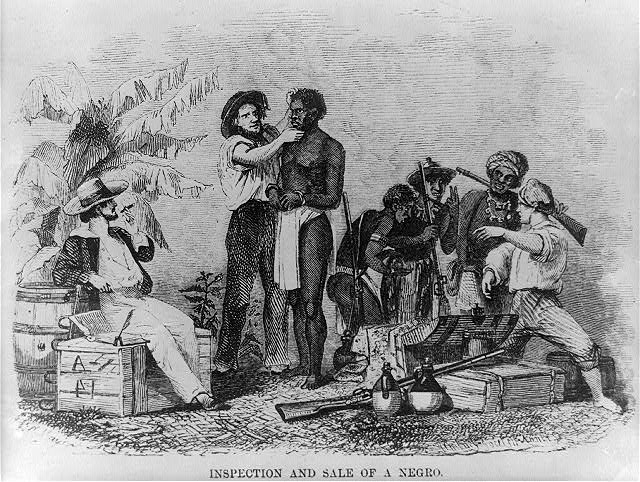
Illustration de la traite transatlantique avec des marchands européens et des marchands africains dans le fond.

L'influence de Kwadwo auprès des Européens dérive d'abord de sa capacité à faire fructifier son activité de marchand d'esclaves. Il débute comme marchand exclusivement employé par la RAC, puis s'intègre au circuit commercial avec la Compagnie africaine des marchands et les marchands britanniques libres. Il intègre ensuite la confédération Fanti afin d'ouvrir des voies commerciales intérieures, jusqu'au royaume ashanti.
Les activités de Kwadwo permettent de comprendre les deux catégories distinctes d'esclavage qui coexistent à Cape Coast. D'une part, les esclaves traditionnels d'Afrique de l'Ouest nommés esclaves de naissance. Ceux-ci ne sont pas vendus dans le commerce triangulaire et possèdent les mêmes droits que les individus libres. La majorité des clients de Kwadwo font appel à ce type d'esclaves. La seconde catégorie est celle des esclaves achetés qui proviennent de l'intérieur du pays et qu'on appelle également Duncoe ou Donko. Ceux-là sont revendus dans le cadre de la traite transatlantique.

#### Missions diplomatiques

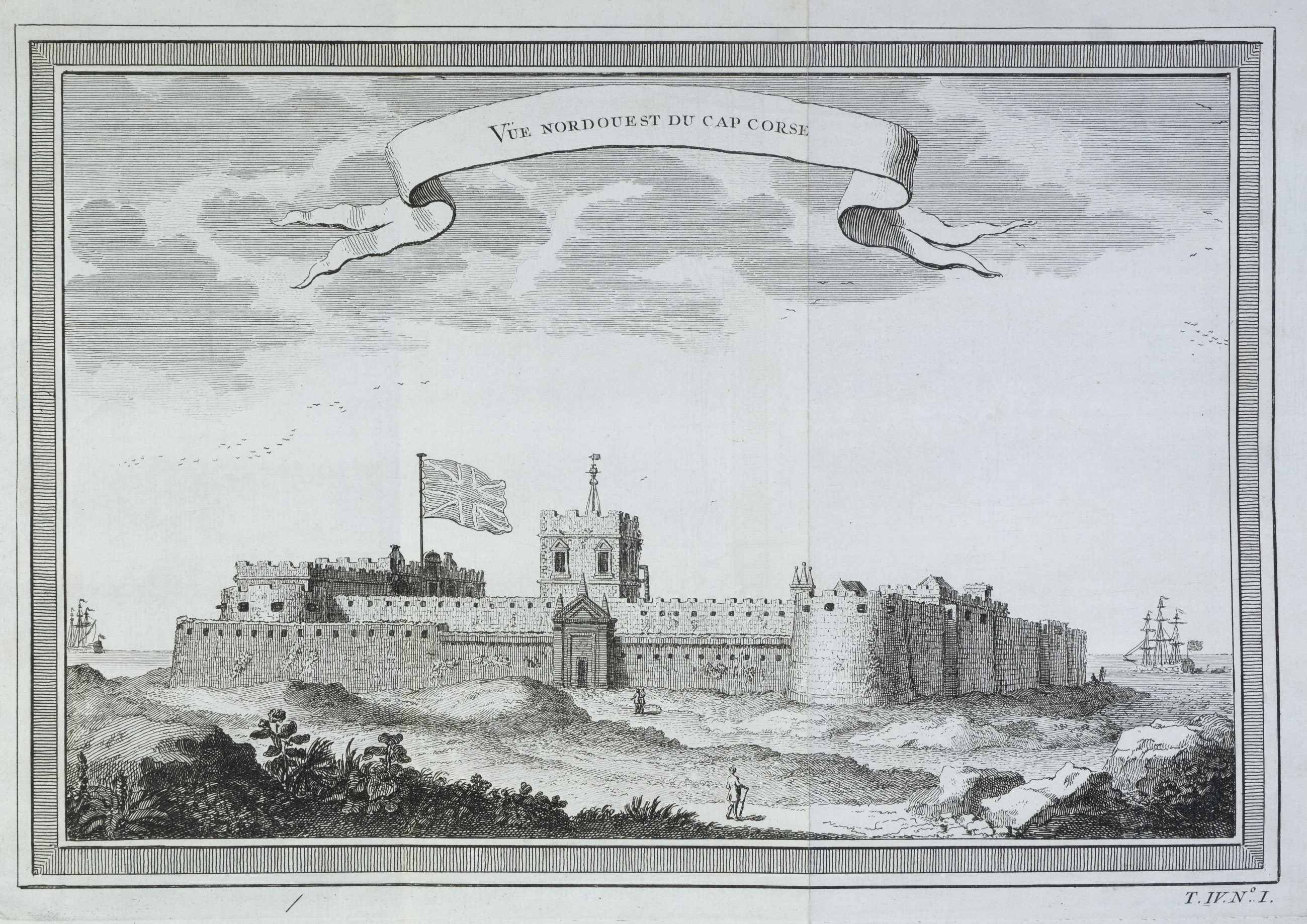
Fort de Cape Coast au XVIIIe siècle.

Les Britanniques l'emploient également pour mener des négociations diplomatiques avec les États de la côte de l'Or. En 1740, il part en Ahanta accompagné de 50 hommes afin de mener des négociations. L'allégeance de cet État est fragile après la période indépendante sous John Canoe et représente une opportunité pour les Britanniques. En 1746, il représente les Britanniques lors des négociations avec les Néerlandais de Komenda. En 1751, dans un conflit qui oppose les Fanti aux Ashantis, il est dépêché à Mankessim afin d'y rencontrer le Conseil des chefs de la confédération Fanti et d'y négocier une résolution pacifique.
De manière générale, ses talents de diplomate sont reconnus dans tous les témoignages. Durant la guerre de Sept Ans, lorsque les tensions sur la côte de l'Or sont à leur paroxysme, l'officier Bartels souligne notamment qu'ils seraient tombés à court de provisions sans l'intervention de Kwadwe, et son collègue Priestley ajoute qu'« il a également été indispensable dans les discussions anglo-fanti tenues au fort de Cape Coast au sujet de l'exclusion de toutes colonies françaises sur la côte ».
On peut juger de la qualité de l'exécution de ses missions pour les Britanniques au travers des commentaires justifiant l'attribution de cadeaux à son attention. Son réseau d'influence dans les territoires intérieurs est particulièrement apprécié. Il reçoit ainsi une épée « pour avoir ouvert les routes vers le commerce ashanti ». On le remercie également pour ses interventions militaires, comme lorsqu'il est allé « combattre les gens de Mouree [Moree] ».

### Influence politique

#### Création de l'État Oguaa

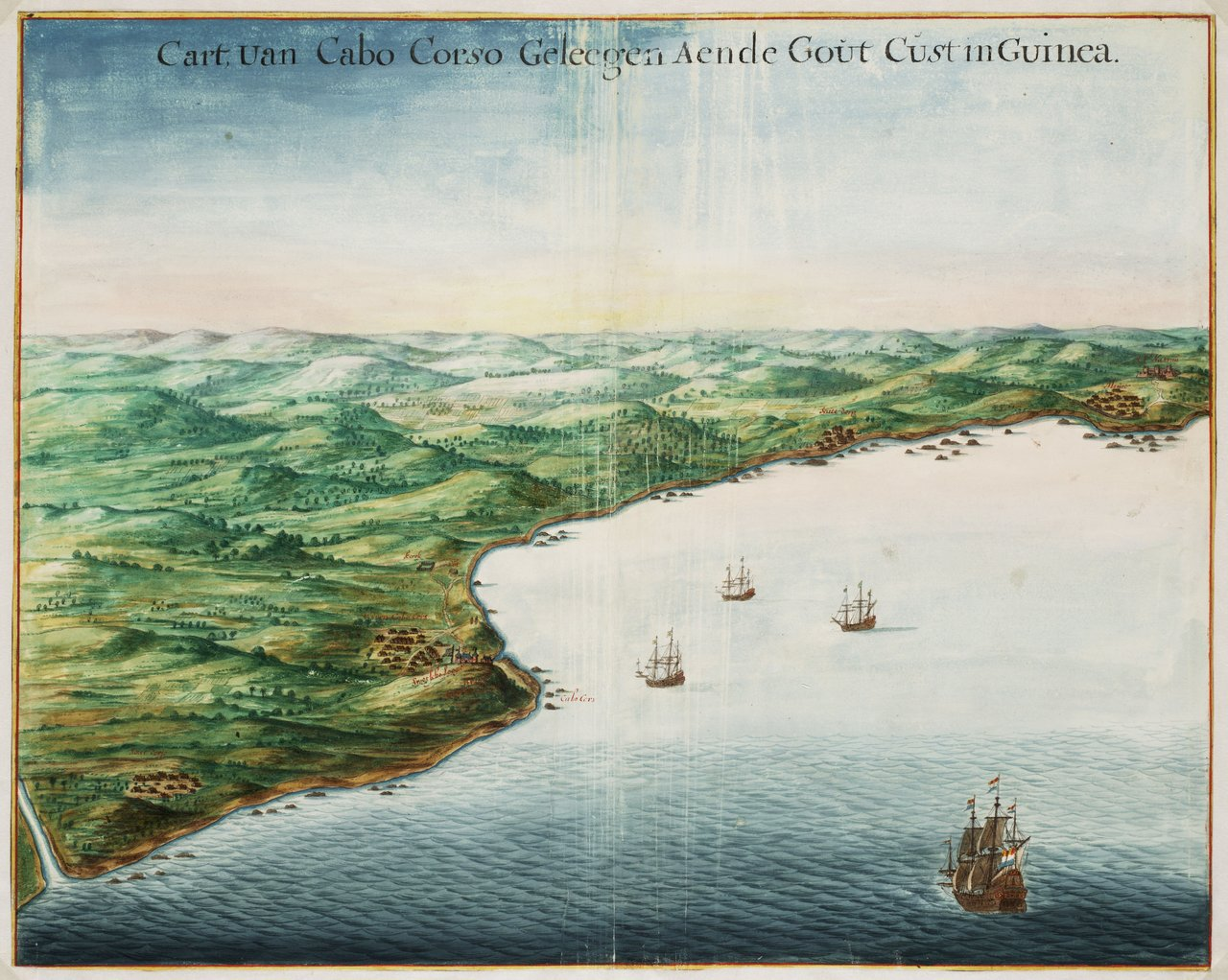
Illustration de Cape Coast en 1665.

En février 1751, une pétition rassemblant les caboceers de Cape Coast est adressée à la Royal African Company : « Nous, les principaux caboceers et habitants de la ville de Cape Coast en Afrique, et aussi ceux du royaume de Fetua […] ». On y trouve la signature de « Cudjoe Head Cabb' » signifiant « Cudjoe, Caboceer en chef ». Kwadwo possède alors une fonction de chef dans la ville, ce qui permet de supposer que la création de l'État de Cape Coast date d'avant 1751. Il établit des fonctions de Dey et Fetera, titres traditionnels des conseillers royaux, pour asseoir la structure du nouveau royaume.
Dans son témoignage, Thomas Thompson indique qu'en 1752 il est accueilli par l'Omanhene (chef) de Cape Coast, nommé Amrah Coffi, qui est le jeune frère de Kwadwo. D'après Thompson, Kwadwo refuse initialement d'occuper le siège de Cape Coast, mais c'est avec lui qu'il échange ensuite puisqu'il l'invite à créer une école chrétienne à Cape Coast en mettant son fils Frederick Adoy à son service en tant qu'interprète.
Bien que Kwadwo ne soit pas Omanhene de Cape Coast, il détient un important rôle au sein du Tribunal royal, du Conseil des Pinins, puisqu'il mène des débats avec ces derniers avant de fournir les conclusions à Thomas Thompson, à propos de ce qu'il souhaite créer à Cape Coast.
En effet, Kwadwo semble intéressé par les actions missionnaires de Thomas Thompson et ce rapprochement lui permet de faire envoyer à Londres trois enfants de Cape Coast pour leur éducation. En effet, il le convainc de soumettre une requête à la Société de propagation de l'Évangile pour les prendre en charge.
En 1754, Kwadwo est couronné roi efutu et de Cape Coast en présence du gouverneur Tymewell et des officiels du fort. Son instauration est saluée par 21 tirs d'armes à feu. Afin de légitimer cette accession, son lien avec la famille royale efutu est mis en avant car la succession à Cape Coast se fait par tradition patrilinéaire efutu, or Kwadwo est à l'origine fanti.

#### Groupe armé personnel
Dans les années 1750, Thomas Thompson décrit les hommes armés qui répondent aux ordres de Kwadwo. Ils se nomment Werempe et représentent le plus important ordre asafo du XVIIIe siècle à Cape Coast (il prend le nom de Ntin ensuite). On les appelle également Ankobia ou Kojo Nkum (esclaves de Kwadwo). Ces soldats habitent en dehors de Cape Coast et forment les villages de Kakumdu, Mpeasem et Siwdu, aussi surnommés Werempedom. Ces villages forment des quartiers de Cape Coast aujourd'hui.

#### Emprise politique élargie
Le poids politique de Kwadwo dépasse le cadre de la ville d'Oguaa. Il établit des liens avec les États voisins de Cape Coast, et en particulier les Fanti Bórbór, au point qu'il est nommé roi de plusieurs autres chefferies : 
[…] peu de temps avant que M. Bell démissionne, Cudjoe fut fait roi et capitaine de Fantee et depuis cela roi d'Ayan [Eyan], un pays derrière Murram et Abrah [Abora], ce qui a fait de lui un homme de bien plus d'importance qu'il n'avait jamais été dans tout le pays fanti, s'étant obligés eux-mêmes par serment à se placer à ses côtés dans toutes les disputes quelles qu'elles soient.
Lors des Conseils des chefs, Kwadwo a un rôle prédominant, en particulier en 1752 à Efutu, et dans les années 1760 lors des conflits avec l'Ashanti. Son influence est contemporaine de l'apparition d'un autre État côtier, celui d'Anomabu, dirigé par Currantee : les deux hommes s'associent régulièrement pour mener une politique conjointe contre la Compagnie néerlandaise des Indes occidentales. Les parcours de Currantee et de Kwadwo sont très similaires et ils sont présentés par les contemporains, comme Thomas Thompson, comme les deux plus importantes personnalités de la côte de l'Or centrale au début des années 1750.

### Vie de famille

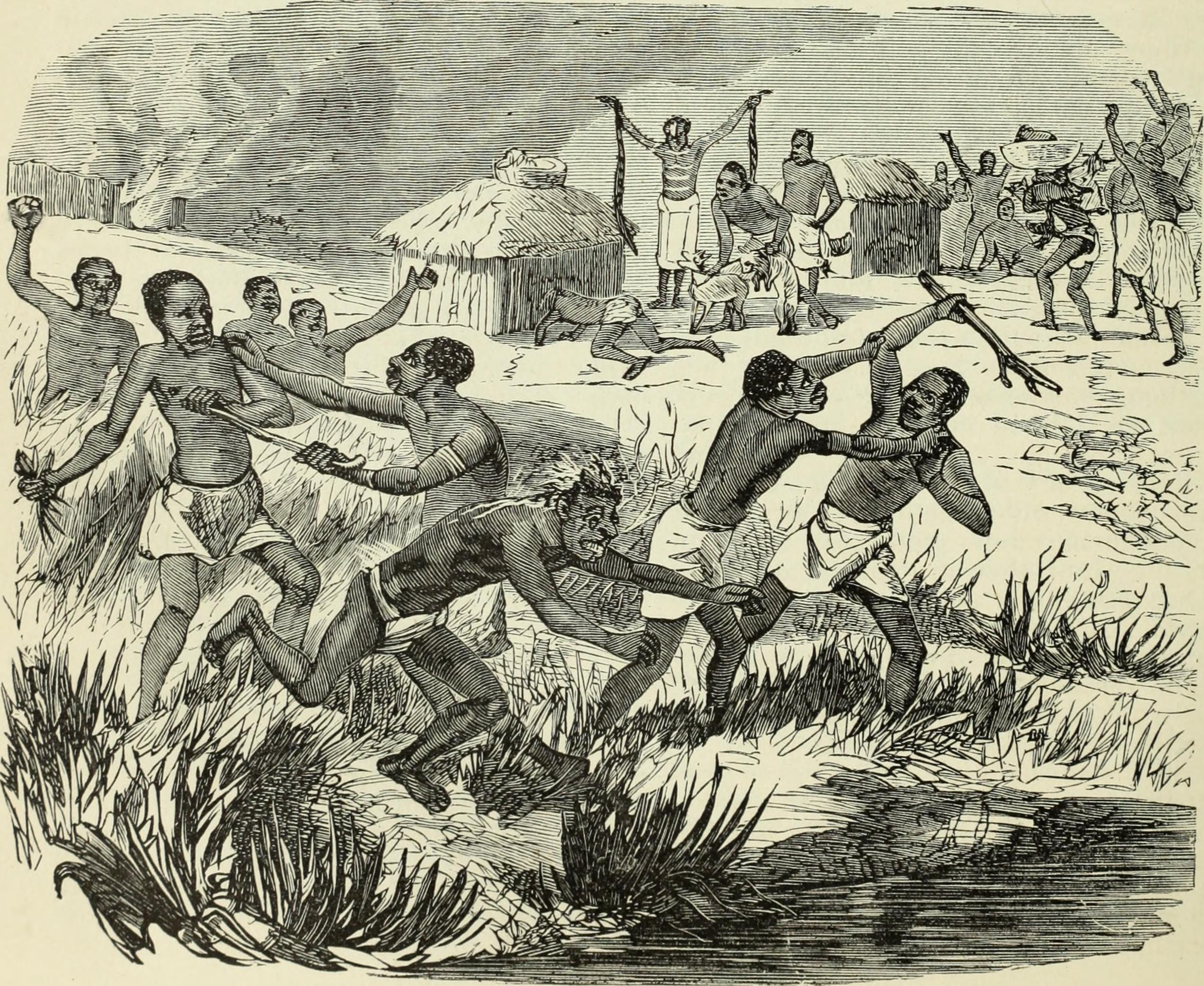
Perception européenne caricaturale des « races non civilisées ».

Kwadwo épouse une femme de lignage royal efutu nommée Akwaaba Abba. Il devient dès lors beau-frère du roi en place d'Efutu, ce qui lui offre une légitimité supplémentaire lors de la chute du royaume Fetu. Le lignage de Kwadwo est incertain car, selon la tradition fanti, les individus nommés fils et filles ne le sont pas forcément par lignage direct, mais incluent les esclaves de maison et leur descendance,.
En novembre 1751, Kwadwo désigne son fils Frederick Aday (ou Adoy) comme son successeur au Conseil du fort de Cape Coast et l'envoie à Londres afin d'étudier auprès d'un certain Territ du Temple. Il revient à Cape Coast dans les années 1770 et est nommé secrétaire du fort dès 1774. Un autre de ses fils, Philip Quaque (ou Kwaku Sofu) est envoyé à Londres et ordonné dans l'église anglicane. Il l'aurait confié à Thomas Thompson en 1752.

Lorsque Philip Quaque revient, il s'installe à Cape Coast afin d'œuvrer en tant que missionnaire. Contrairement aux espoirs de la Society for the Propagation of the Gospel in Foreign Parts et malgré sa promesse, Kwadwo refuse de soutenir son fils dans ses actions et se range aux côtés de la population qui souhaite préserver ses coutumes et croyances. Face à ce revirement, Quaque exprime son mécontentement dans une lettre : 
Pour me faire taire, Cudjo prétend que le rêve visionnaire qu'il avait eu, quelque temps auparavant, alors qu'il était gravement malade, lui avait ordonné de se débarrasser de toutes ces sortes de choses, à l'exception de la prise en charge de sa maison et de sa famille.

## Mort et postérité
Kwadwo meurt le 24 mars 1779. Kwesi Atta, descendant matrilinéaire, monte sur le siège de chef dynastique. Lors de son enterrement, un sacrifice humain aurait été pratiqué selon les coutumes fanti et une crise de succession s'ensuit.
La tradition orale prétend qu'il est le fondateur de Cape Coast, mais les recherches historiques permettent de clarifier ce point. Toutefois, les différents États qui environnent Cape Coast doivent leur indépendance politique croissante aux initiatives de Kwadwo.
La mort de Kwadwo signifie, pour les Britanniques et les Fetu, la perte d'une figure puissante du commerce en Côte-de-l'Or britannique. La période qui suit, entre 1780 et 1803, marque une profonde détérioration des relations anglo-africaines avec l'émergence à Cape Coast de révoltes anti-esclavagistes et anti-britanniques.

### Lignage et succession
Lorsque Kwadwo meurt, il laisse derrière lui une lignée complexe qui inclut des descendants d'épouses esclaves. Ils ont chacun un droit de succession légitime selon la culture fanti. En effet, les épouses esclaves donnant naissance à un enfant deviennent légitimes au droit de succession matrilinéaire.
- Kwadwo Egyir
  - Akwaaba Abba (première épouse)
    - Ekua Eduabin (première fille)
      - Araba Akwaaba
      - Amba Twiba
      - Ajua Esson

  - Twiba (épouse esclave)
    - Effua Botey (seconde fille)
      - Mirba
      - George Sagoe
      - Juliana Sagoe
      - Charlotte Sagoe
      - Akosua Kakraba

  - Inconnues (épouses esclaves)
    - Kweku (premier fils)
      - Abba Bessim (Interrègne au décès de Kweku)

    - Kobina Egyir (troisième fille)
    - Philip Quaque (second fils)

La crise de succession qui suit la mort de Kwadwo trouve racine dans la confusion qui concerne son statut. Cette confusion est perpétuée par ses successeurs encore à ce jour. Il est complexe d'établir avec certitude quel Omanhene (roi selon la tradition akan) est le chef suprême de Cape Coast durant cette période. Cependant, on sait que Kwadwo est le fils d'un premier mariage de Mame Ekua, qui épouse ensuite l'Omanhene de Fetu et lui donne un fils (et beau-frère de Kwadwo) Egyir Enu. D'après les observations contemporaines de Thomas Thompson, c'est bien Egyir Enu qui hérite du trône de Cape Coast. Cependant, les questions de succession incluent également la connexion de Kwadwo par mariage à la fille du premier mariage de l'Omanhene de Fetu. L'essentiel du conflit oppose la succession patrilinéaire et la succession matrilinéaire.
Les lois de succession patrilinéaire et matrilinéaire descendent de différentes cultures regroupées à Cape Coast au début du XVIIIe siècle. Le système matrilinéaire correspond aux systèmes claniques et dynastiques encore effectif chez les Fanti tandis que le système patrilinéaire correspond au système étatique des Guan, effectif chez les Efutus. À Cape Coast, les deux systèmes sont préservés pour mettre un terme au conflit de succession à la mort de Kwadwo. Au XIXe siècle, ce système de double trône est dissous.

### Élite féminine
Le rôle des femmes à Cape Coast est particulièrement important depuis le XVIIIe siècle jusqu’à nos jours, et ce spécifiquement à la suite du décès de Kwadwo. La tradition de succession prévoit deux fonctions de pouvoirs locaux ayant chacun leur propre mode de succession. Le siège de l'Oguaahene (chef d'Oguaa) est hérité par lignage patrilinéaire tandis que le siège du chef dynastique est hérité par lignage matrilinéaire. En conséquence, durant la présence de Kwadwo, l'élite féminine de Cape Coast est prisée par la Compagnie africaine des marchands établie en 1750 par le Parlement britannique. Contrairement à la RAC, elles y trouvent l'opportunité d'endosser des fonctions officielles.
La reconnaissance de leur haut rang leur permet d'acquérir des marchandises de luxe, des textiles d'Inde ou d'autres produits obtenus en cadeau de la part du Comité africain. En effet, Thomas Melvil (gouverneur du Comité des Marchands de la Côte de l'Or de 1751 à 1756) exige que des cadeaux soient prévus à destination spécifique de l'élite féminine pour garantir le maintien des relations avec l'ensemble des acteurs de Cape Coast. Il demande « des toiles écarlates et bleues, des chapeaux ornés d'or, d'argent et de plumes, quelques damas ». Les plus importants exemples de ce type se déroulent après la mort de Kwadwo afin d'utiliser les positions de l'élite féminine et gagner ses faveurs.